# Abdi Shakur Sheikh Hassan
Abdi Shakur Sheikh Hassan Farah (somali: Cabdi Shakuur Sheekh Xassan Farax, arabe: عبدي الشكور الشيخ حسن), mort le 10 juin 2011, est un homme politique somalien. Il occupait le poste de ministre de l'Intérieur dans le Gouvernement fédéral de transition de la Somalie.
Un attentat-suicide perpétré par sa propre nièce lui coûte la vie le 10 juin 2011.

## Référence
1. ↑  (fr) « Somalie: le ministre de l'Intérieur tué par sa nièce dans une attaque suicide », AFP, 11 juin 2011